# (31199) 1998 AK3
(31199) 1998 AK3 est un astéroïde de la ceinture principale d'astéroïdes découvert en 1998.

## Description
(31199) 1998 AK3 a été découvert le 5 janvier 1998 à Chichibu, dans la préfecture de Saitama, au Japon, par Naoto Satō.

### Caractéristiques orbitales
L'orbite de cet astéroïde est caractérisée par un demi-grand axe de 2,80 ua, un périhélie de 2,69 ua, une excentricité de 0,04 et une inclinaison de 4,80° par rapport à l'écliptique. Du fait de ces caractéristiques, à savoir un demi-grand axe compris entre 2 et 3,2 ua et un périhélie supérieur à 1,666 ua, il est classé, selon la JPL Small-Body Database, comme objet de la ceinture principale d'astéroïdes.

### Caractéristiques physiques
(31199) 1998 AK3 a une magnitude absolue (H) de 14,1 et un albédo estimé à 0,083.